# Frankrijk op de Olympische Winterspelen 2010

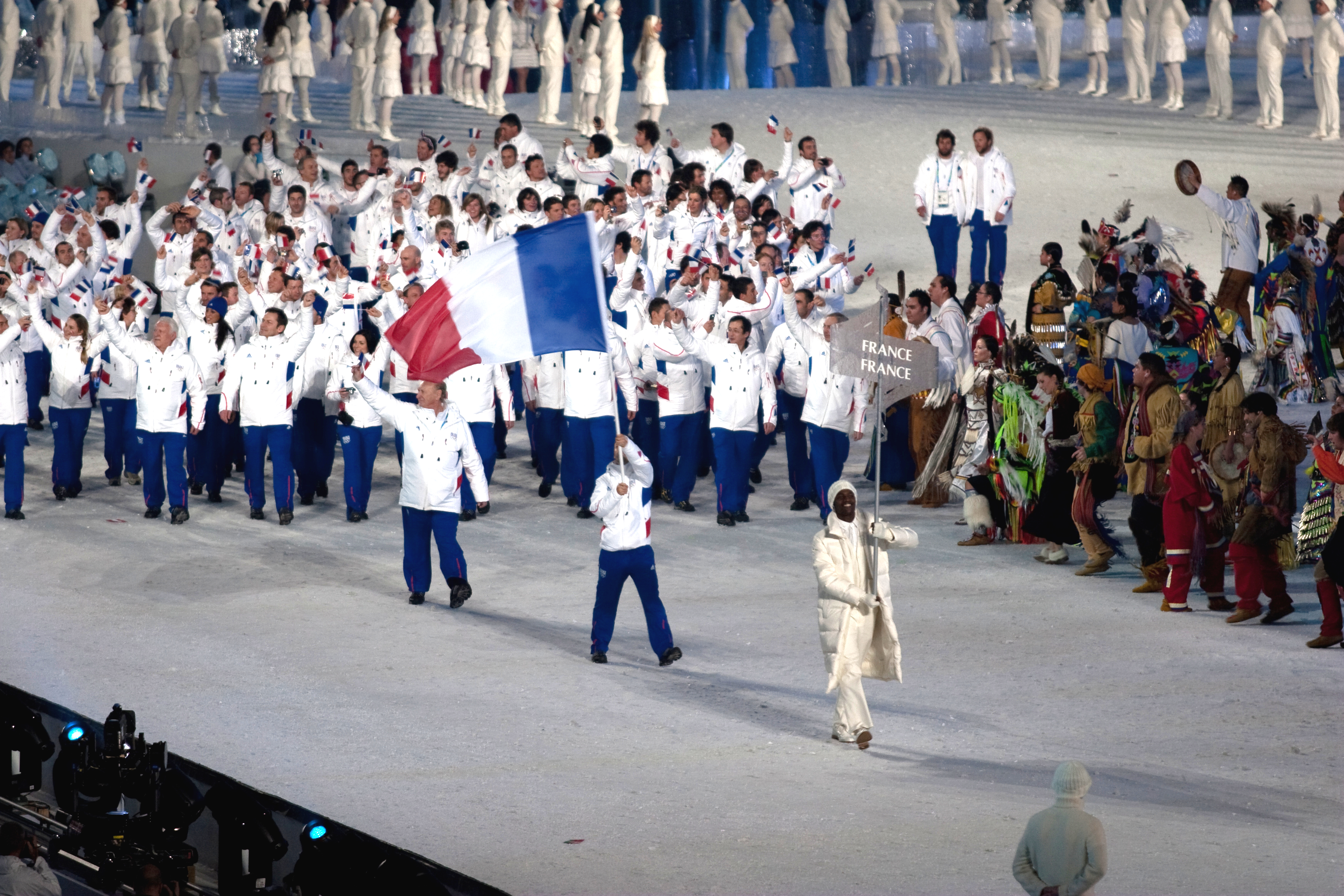
Franse ploeg tijdens de openingsceremonie.

Tijdens de Olympische Winterspelen van 2010 die in Vancouver (Canada) werden gehouden nam Frankrijk voor de eenentwintigste keer deel aan de Winterspelen. 108 atleten waren ingeschreven. Het land was vertegenwoordigd in dertien van de vijftien sporten.

## Medailleoverzicht
| Sport              | Olympiër                                                      | Discipline                   | Medaille |
| ------------------ | ------------------------------------------------------------- | ---------------------------- | -------- |
| Biatlon            | Vincent Jay                                                   | 10 km sprint (m)             | Goud     |
| Noordse combinatie | Jason Lamy-Chappuis                                           | gundersen normale schans (m) | Goud     |
| Biatlon            | Martin Fourcade                                               | 15 km massastart (m)         | Zilver   |
| Biatlon            | Marie Laure Brunet Sylvie Becaert Marie Dorin Sandrine Bailly | 4×6 km estafette (v)         | Zilver   |
| Snowboarden        | Déborah Anthonioz                                             | cross (v)                    | Zilver   |
| Biatlon            | Vincent Jay                                                   | 12,5 km achtervolging (m)    | Brons    |
| Biatlon            | Marie Dorin                                                   | 7,5 km sprint (v)            | Brons    |
| Biatlon            | Marie Laure Brunet                                            | 10 km achtervolging (v)      | Brons    |
| Freestyleskiën     | Marion Josserand                                              | skicross (v)                 | Brons    |
| Snowboarden        | Tony Ramoin                                                   | cross (m)                    | Brons    |
| Snowboarden        | Mathieu Bozzetto                                              | parallelreuzenslalom (m)     | Brons    |

## Deelnemers en resultaten

### Alpineskiën
| Olympiër                 | Discipline          | Resultaat | Prestatie                         |
| ------------------------ | ------------------- | --------- | --------------------------------- |
| Johan Clarey             | afdaling (m)        | 27e       | 1.56,29 (+1,98)                   |
| Johan Clarey             | Supercombinatie (m) | DNF       | DNF                               |
| Guillermo Fayed          | afdaling (m)        | 26e       | 1.56,20 (+1,89)                   |
| Guillermo Fayed          | Super G (m)         | 22e       | 1.32,03 (+1,69)                   |
| David Poisson            | afdaling (m)        | 7e        | 1.54,82 (+0,51)                   |
| David Poisson            | Super G (m)         | DNF       | DNF                               |
| Adrien Théaux            | afdaling (m)        | 16e       | 1.55,40 (+1,09)                   |
| Adrien Théaux            | Supercombinatie (m) | 12e       | 2.47,97 (+3,05) — 1.55,05+52,92   |
| Adrien Théaux            | Super G (m)         | 13e       | 1.31,24 (+0,90)                   |
| Gauthier de Tessieres    | Reuzenslalom (m)    | DNF       | 1.19,50+DNS                       |
| Gauthier de Tessieres    | Super G (m)         | 31e       | 1.33,17 (+2,83)                   |
| Julien Lizeroux          | Slalom (m)          | 9e        | 1.40,72 (+1,40) — 48,82+51,90     |
| Julien Lizeroux          | Supercombinatie (m) | 18e       | 2.48,36 (+3,44) — 1.57,18+51,18   |
| Thomas Mermillod Blondin | Reuzenslalom (m)    | DNF       | DNF-1                             |
| Thomas Mermillod Blondin | Slalom (m)          | 21e       | 1.42,48 (+3,16) — 49,90+52,58     |
| Thomas Mermillod Blondin | Supercombinatie (m) | 19e       | 2.48,62 (+3,70) — 1.56,50+52,12   |
| Steve Missilier          | Reuzenslalom (m)    | 13e       | 2.39,43 (+1,60) — 1.18,20+1.21,23 |
| Steve Missilier          | Slalom (m)          | DNF       | 49,49+DNF                         |
| Cyprien Richard          | Reuzenslalom (m)    | DNF       | 1.17,86+DNF                       |
| Maxime Tissot            | Slalom (m)          | 16e       | 1.41,54 (+2,22) — 49,52+52,02     |
|                          |                     |           |                                   |
| Ingrid Jacquemod         | afdaling (v)        | 23e       | 1.48,85 (+4,66)                   |
| Ingrid Jacquemod         | Super G (v)         | 10e       | 1.21,77 (+1,63)                   |
| Marie Marchand-Arvier    | afdaling (v)        | 7e        | 1.46,22 (+2,03)                   |
| Marie Marchand-Arvier    | Supercombinatie (v) | 10e       | 2.11,82 (+2,68) — 1.25,41+46,41   |
| Marie Marchand-Arvier    | Super G (v)         | DNF       | DNF                               |
| Aurélie Revillet         | afdaling (v)        | 17e       | 1.47,92 (+3,73)                   |
| Aurélie Revillet         | Super G (v)         | 22e       | 1.24,08 (+3,94)                   |
| Marion Rolland           | afdaling (v)        | DNF       | DNF                               |
| Sandrine Aubert          | Slalom (v)          | 5e        | 1.44,46 (+1,57) — 51,68+52,78     |
| Sandrine Aubert          | Supercombinatie (v) | 20e       | 2.13,96 (+4,82) — 1.29,50+44,46   |
| Taïna Barioz             | Reuzenslalom (v)    | 9e        | 2.27,79 (+0,68) — 1.15,14+1.12,65 |
| Olivia Bertrand          | Reuzenslalom (v)    | 12e       | 2.28,13 (+1,02) — 1.16,32+1.11,81 |
| Claire Dautherives       | Slalom (v)          | DNF       | DNF                               |
| Anémone Marmottan        | Reuzenslalom (v)    | 11e       | 2.28,00 (+0,89) — 1.16,55+1.11,45 |
| Nastasia Noens           | Slalom (v)          | 29e       | 1.48,57 (+5,68) — 54,49+54,08     |
| Tessa Worley             | Reuzenslalom (v)    | 16e       | 2.28,54 (+1,43) — 1.15,80+1.12,74 |

### Biatlon
| Olympiër                                                      | Discipline                | Resultaat | Prestatie |
| ------------------------------------------------------------- | ------------------------- | --------- | --- |
| Vincent Defrasne                                              | 10 km sprint (m)          | 53e       | 27.14,6 (+3,06,8) pen.: 3 (2 + 1)                                                                             |
| Vincent Defrasne                                              | 12,5 km achtervolging (m) | 22e       | 35.35,6 (+1.57,2) pen.: 0 (0 + 0 + 0 + 0)                                                                     |
| Vincent Defrasne                                              | 20 km individueel (m)     | 26e       | 52.14,9 (+3.52,4) pen.: 3 (0 + 1 + 2 + 0)                                                                     |
| Martin Fourcade                                               | 10 km sprint (m)          | 35e       | 26.25,6 (+2.17,8) pen.: 3 (3 + 0)                                                                             |
| Martin Fourcade                                               | 12,5 km achtervolging (m) | 34e       | 36.28,4 (+2.50,0) pen.: 5 (1 + 0 + 2 + 2)                                                                     |
| Martin Fourcade                                               | 20 km individueel (m)     | 14e       | 50.55,4 (+2.32,9) pen.: 3 (1 + 0 + 2 + 0)                                                                     |
| Martin Fourcade                                               | 15 km massastart (m)      | Zilver    | 35.46,2 (+0.10,5) pen.: 3 (2 + 0 + 0 + 1)"                                                                    |
| Simon Fourcade                                                | 10 km sprint (m)          | 71e       | 27.53,0 (+3.45,2) pen.: 4 (1 + 3)                                                                             |
| Simon Fourcade                                                | 20 km individueel (m)     | 40e       | 53.06,2 (+4.43,7) pen.: 4 (3 + 0 + 0 + 1)                                                                     |
| Simon Fourcade                                                | 15 km massastart (m)      | 14e       | 36.28,1 (+0.52,4) pen.: 1 (0 + 1 + 0 + 0)                                                                     |
| Vincent Jay                                                   | 10 km sprint (m)          | Goud      | 24.07,8 pen.: 0 (0 + 0)                                                                                       |
| Vincent Jay                                                   | 12,5 km achtervolging (m) | Brons     | 34.06,6 (+0.28,2) pen.: 2 (0 + 0 + 1 + 1)                                                                     |
| Vincent Jay                                                   | 20 km individueel (m)     | 60e       | 54.37,5 (+6.15,0) pen.: 4 (1 + 1 + 0 + 2)                                                                     |
| Vincent Jay                                                   | 15 km massastart (m)      | 8e        | 36.10,3 (+0.34,6) pen.: 1 (0 + 0 + 0 + 1)                                                                     |
| Vincent Jay Vincent Defrasne Simon Fourcade Martin Fourcade   | 4×7,5 km estafette (m)    | 6e        | 1:23.16,2 (+1.38,1) pen.: 1 (0+3 1+6) 20.13,7 (0+2 0+1) 21.25,6 (0+1 1+3) 21.08,2 (0+0 0+0) 20.28,7 (0+0 0+2) |
|                                                               |                           |           | |
| Sandrine Bailly                                               | 7,5 km sprint (v)         | 15e       | 20.45,3 (+0.49,7) pen.: 2 (1 + 1)                                                                             |
| Sandrine Bailly                                               | 10 km achtervolging (v)   | 27e       | 33.15,0 (+2.59,0) pen.: 1 (1 + 0 + 1 + 3)                                                                     |
| Sandrine Bailly                                               | 15 km individueel (v)     | 52e       | 46.28,8 (+5.36,0) pen.: 5 (1 + 0 + 3 + 1)                                                                     |
| Sandrine Bailly                                               | 12,5 km massastart (v)    | 7e        | 36.02,0 (+0.42,4) pen.: 2 (0 + 0 + 2 + 0)                                                                     |
| Sylvie Becaert                                                | 7,5 km sprint (v)         | 29e       | 21.21,6 (+1.26,0) pen.: 2 (1 + 1)                                                                             |
| Sylvie Becaert                                                | 10 km achtervolging (v)   | 29e       | 33.34,8 (+3.18,8) pen.: 3 (1 + 0 + 2 + 0)                                                                     |
| Sylvie Becaert                                                | 15 km individueel (v)     | 30e       | 44.13,2 (+3.20,4) pen.: 3 (1 + 1 + 1 + 0)                                                                     |
| Marie Laure Brunet                                            | 7,5 km sprint (v)         | 6e        | 20.23,3 (+0.27,7) pen.: 0 (0 + 0)                                                                             |
| Marie Laure Brunet                                            | 10 km achtervolging (v)   | Brons     | 30.44,3 (+0.28,3) pen.: 0 (0 + 0 + 0 + 0)                                                                     |
| Marie Laure Brunet                                            | 15 km individueel (v)     | 12e       | 42.44,4 (+1.51,6) pen.: 2 (0 + 1 + 0 + 1)                                                                     |
| Marie Laure Brunet                                            | 12,5 km massastart (v)    | 15e       | 36.39,5 (+1.19,9) pen.: 3 (0 + 0 + 1 + 2)                                                                     |
| Marie Dorin                                                   | 7,5 km sprint (v)         | Brons     | 20.06,5 (+0.10,9) pen.: 0 (0 + 0)                                                                             |
| Marie Dorin                                                   | 10 km achtervolging (v)   | 17e       | 32.03,2 (+1.47,2) pen.: 2 (0 + 1 + 0 + 1)                                                                     |
| Marie Dorin                                                   | 15 km individueel (v)     | 51e       | 46.17,7 (+5.24,9) pen.: 4 (2 + 1 + 0 + 1)                                                                     |
| Marie Dorin                                                   | 12,5 km massastart (v)    | 16e       | 36.40,9 (+1.21,3) pen.: 1 (1 + 0 + 0 + 0)                                                                     |
| Marie-Laure Brunet Sylvie Becaert Marie Dorin Sandrine Bailly | 4×6 km estafette (v)      | Zilver    | 1:10.09,1 (+0.32,8) pen.: 2 (2+4 0+4) 17.22,6 (0+0 0+2) 17.17,6 (0+0 0+1) 18.34,2 (2+3 0+1) 16.54,7 (0+1 0+0) |

Jean-Guillaume Béatrix en Alexis Bœuf kwamen niet in actie.

### Curling
| Olympiër                                                               | Discipline | Resultaat | Prestatie |
| ---------------------------------------------------------------------- | ---------- | --------- | --- |
| Tony Angiboust Jan Ducroz Richard Ducroz Thomas Dufour Raphael Mathieu | mannen     | 7e        | Groepsfase: 6- 5 China 4- 9 Groot-Brittannië 5-12 Canada 3- 4 Verenigde Staten 4- 9 Duitsland 5- 4 Zweden 2- 9 Noorwegen 6- 5 Denemarken 2- 6 Zwitserland |

### Freestyleskiën
| Olympiër          | Discipline    | Resultaat | Prestatie                                                                                         |
| ----------------- | ------------- | --------- | ------------------------------------------------------------------------------------------------- |
| Anthony Benna     | moguls (m)    | 30e       | kwalificatie: 30e - uitgeschakeld: ptn                                                            |
| Arnaud Burille    | moguls (m)    | 22e       | kwalificatie: 22e - uitgeschakeld: 22.58 ptn                                                      |
| Guilbaut Colas    | moguls (m)    | 6e        | 25.74 ptn kwalificatie: 18e - 23.09 ptn                                                           |
| Pierre Ochs       | moguls (m)    | 12e       | 23.62 ptn kwalificatie: 10e - 23.97 ptn                                                           |
| Enak Gavaggio     | ski cross (m) | 5e        | kwalificatie: 13e (1.13,90) achtste finale: 1e kwartfinale: 1e halve finale: 4e kleine finale: 1e |
| Xavier Kuhn       | ski cross (m) | 17e       | kwalificatie: 3e (1.12,91) achtste finale: 4e - uitgeschakeld                                     |
| Sylvain Miaillier | ski cross (m) | 12e       | kwalificatie: 14e (1.13,91) achtste finale: 1e kwartfinale: 3e - uitgeschakeld                    |
| Ted Piccard       | ski cross (m) | 21e       | kwalificatie: 16e (1.14,10) achtste finale: 4e - uitgeschakeld                                    |
|                   |               |           |                                                                                                   |
| Ophélie David     | ski cross (v) | 9e        | kwalificatie: 6e (1.18,14) achtste finale: 1e kwartfinale: 4e - uitgeschakeld                     |
| Chloe Georges     | ski cross (v) | 28e       | kwalificatie: 28e (1.22,03) achtste finale: 4e - uitgeschakeld                                    |
| Marion Josserand  | ski cross (v) | Brons     | kwalificatie: 13e (1.19,42) achtste finale: 2e kwartfinale: 2e halve finale: 2e finale: 3e        |

### Kunstrijden
| Olympiër                              | Discipline | Resultaat | Prestatie                                                               |
| ------------------------------------- | ---------- | --------- | ----------------------------------------------------------------------- |
| Florent Amodio                        | mannen     | 12e       | 210.30 korte kür: 75.35, vrije kür: 134.95                              |
| Brian Joubert                         | mannen     | 16e       | 200.22 korte kür: 68.00, vrije kür: 132.22                              |
| Vanessa James Yannick Bonheur         | paren      | 14e       | 145.10 korte kür: 51.16, vrije kür: 93.94                               |
| Isabelle Delobel Olivier Schoenfelder | ijsdansen  | 6e        | 193.73 verplichte dans: 37.99, originele dans: 58.68, vrije dans: 97.06 |
| Nathalie Pechalat Fabian Bourzat      | ijsdansen  | 7e        | 190.49 verplichte dans: 36.13, originele dans: 59.99, vrije dans: 94.37 |

### Langlaufen
| Olympiër                                                                             | Discipline              | Resultaat | Prestatie                                                            |
| ------------------------------------------------------------------------------------ | ----------------------- | --------- | -------------------------------------------------------------------- |
| Roddy Darragon                                                                       | sprint (m)              | kw.       | kwalificatie: 3.41,88 (+7,31) 31e                                    |
| Robin Duvillard                                                                      | 30 km achtervolging (m) | 50e       | 1:23.57,6 (+8.46,2)                                                  |
| Jean-Marc Gaillard                                                                   | 15 km vrije stijl (m)   | 32e       | 35.20,5 (+1.44,2)                                                    |
| Jean-Marc Gaillard                                                                   | 30 km achtervolging (m) | 30e       | 1:19.48,1 (+4.36,7)                                                  |
| Jean-Marc Gaillard                                                                   | 50 km klassiek (m)      | 19e       | 2:06.38,0 (+1.02,5)                                                  |
| Emmanuel Jonnier                                                                     | 15 km vrije stijl (m)   | 20e       | 34.55,1(+1.18,8)                                                     |
| Maurice Manificat                                                                    | 15 km vrije stijl (m)   | 6e        | 34.27,4 (+51,1)                                                      |
| Maurice Manificat                                                                    | 30 km achtervolging (m) | 26e       | 1:17.58,2 (+2.46,8)                                                  |
| Cyril Miranda                                                                        | sprint (m)              | KF        | kwalificatie: 3.38,83 (+4,26) 17e; kwartfinale-2: 3.37,3 (+0,4) 3e   |
| Cyril Miranda                                                                        | 50 km klassiek (m)      | 38e       | 2:11.56,9 (+6.21,4)                                                  |
| Vincent Vittoz                                                                       | 15 km vrije stijl (m)   | 5e        | 34.16,2 (+39,9)                                                      |
| Vincent Vittoz                                                                       | 30 km achtervolging (m) | 15e       | 1:16.23,4 (+1.12,0)                                                  |
| Vincent Vittoz                                                                       | 50 km klassiek (m)      | 13e       | 2:05.49,6 (+14,1)                                                    |
| Vincent Vittoz Cyril Miranda                                                         | teamsprint (m)          | 7e        | halve finale-2: 18.43,8 (2e) finale: 19.18,7 (+17,7)                 |
| Team Frankrijk Jean-Marc Gaillard Vincent Vittoz Maurice Magnificat Emmanuel Jonnier | 4× 10 km (m)            | 4e        | 1:45.26,3 (+20,9) 27.56,7 28.03,6 24.31,5 24.54,5                    |
|                                                                                      |                         |           |                                                                      |
| Laure Berthélémy                                                                     | 10 km vrije stijl (v)   | 62e       | 28.43,9 (+3.45,5)                                                    |
| Célia Bourgeois                                                                      | 10 km vrije stijl (v)   | 48e       | 27.31,4 (+2.33,0)                                                    |
| Aurore Cuniet                                                                        | sprint (v)              | KF        | kwalificatie: 3.48,52 (+10,47) 23e; kwartfinale-5: 3.48,7 (+12,2) 5e |
| Aurore Cuniet                                                                        | 10 km vrije stijl (v)   | 47e       | 27.30,2 (+2.31,8)                                                    |
| Aurore Cuniet                                                                        | 15 km achtervolging (v) | 32e       | 42.51,7 (+2.53,6)                                                    |
| Aurore Cuniet                                                                        | 30 km klassiek (v)      | 15e       | 1:33.58,3 (+3.24,6)                                                  |
| Karine Laurent Philippot                                                             | 10 km vrije stijl (v)   | 26e       | 26.27,9 (+1.29,5)                                                    |
| Karine Laurent Philippot                                                             | 15 km achtervolging (v) | 19e       | 42.21,2 (+2.23,1)                                                    |
| Karine Laurent Philippot                                                             | 30 km klassiek (v)      | 10e       | 1:33.11,4 (+2.37,7)                                                  |
| Cécile Storti                                                                        | 15 km achtervolging (v) | 45e       | 44.24,3 (+4.26,2)                                                    |
| Cécile Storti                                                                        | 30 km klassiek (v)      | dnf       | niet gefinisht                                                       |
| Emilie Vina                                                                          | 15 km achtervolging (v) | 49e       | 44.45,0 (+4.46,9)                                                    |
| Karine Laurent Philippot Laure Berthélémy                                            | teamsprint (v)          | 10e       | halve finale-1: 18.42,2 (1e); finale: 19.04,2 (+1.00,5)              |
| Team Frankrijk Aurore Cuniet Karine Laurent Philippot Célia Bourgeois Cécile Storti  | 4× 5 km (v)             | 7e        | 56.30,6 (+1.11,1) 15.13,3 14.38,8 12.59,9 13.38,6                    |

### Noordse combinatie
| Olympiër                                                             | Discipline                   | Resultaat | Prestatie                                                                               |
| -------------------------------------------------------------------- | ---------------------------- | --------- | --------------------------------------------------------------------------------------- |
| Jonathan Félisaz                                                     | gundersen normale schans (m) | 30e       | schansspringen: 95,5 m - 112,0 p (30e + 1.34) langlaufen: 27.37,7                       |
| François Braud                                                       | gundersen normale schans (m) | 34e       | schansspringen: 99,5 m - 122.0 p (8e + 0.54) langlaufen: 27.52,3                        |
| François Braud                                                       | gundersen grote schans (m)   | 14e       | schansspringen: 127,5 m - 116,3 p (5e + 0.43) langlaufen: 26.59,6                       |
| Jason Lamy-Chappuis                                                  | gundersen normale schans (m) | Goud      | schansspringen: 100,0 m - 124,0 p (5e + 0.46) langlaufen: 25.47,1                       |
| Jason Lamy-Chappuis                                                  | gundersen grote schans (m)   | 18e       | schansspringen: 113,0 m - 91,5 p (29e + 2.22) langlaufen: 27.44,6                       |
| Sébastien Lacroix                                                    | gundersen normale schans (m) | 19e       | schansspringen: 96,0 m - 113,0 p (29e + 1.30) langlaufen: 26.56,3                       |
| Sébastien Lacroix                                                    | gundersen grote schans (m)   | 19e       | schansspringen: 118,5 m - 101,2 p (21e + 1.43) langlaufen: 27.45,2                      |
| Maxime Laheurte                                                      | gundersen grote schans (m)   | 38e       | schansspringen: 106,0 m - 80,0 p (39e + ) langlaufen: 29.32,2                           |
| François Braud Sébastien Lacroix Maxime Laheurte Jason Lamy-Chappuis | team (m)                     | 4e        | schansspringen: 117,7 / 110,3 / 117,7 / 129,0 = 474,7 p (5e + 0.43) langlaufen: 50.11,4 |

### Rodelen
| Olympiër     | Discipline | Resultaat | Prestatie                                    |
| ------------ | ---------- | --------- | -------------------------------------------- |
| Thomas Girod | mannen     | 22e       | 3.16,850 (49,077 / 49,192 / 49,424 / 49,157) |

### Schaatsen
| Olympiër      | Discipline | Resultaat | Prestatie |
| ------------- | ---------- | --------- | --------- |
| Pascal Briand | 1500 m     | 34e       | 1.50,71   |
| Alexis Contin | 5000 m     | 6e        | 6.19,58   |
| Alexis Contin | 10.000 m   | 4e        | 13.12,11  |

### Schansspringen
| Olympiër                                                                        | Discipline              | Resultaat | Prestatie |
| ------------------------------------------------------------------------------- | ----------------------- | --------- | --- |
| Emmanuel Chedal                                                                 | normale schans ind. (m) | 24e       | 234,5 p. (99,0 m en 96,5 m) kwalificatie 13e — 127 p. (102,0 m)                                                                  |
| Emmanuel Chedal                                                                 | grote schans ind. (m)   | 13e       | 225,5 p. (118,5 m en 131,5 m) kwalificatie 10e — 135,1 p. (137,0 m)                                                              |
| Vincent Descombes Sevoie                                                        | normale schans ind. (m) | 28e       | 230 p. (96,0 m en 97,0 m) kwalificatie 18e — 123,5 p. (100,5 m)                                                                  |
| Vincent Descombes Sevoie                                                        | grote schans ind. (m)   | 21e       | 211,6 p. (120,0 m en 124,5 m) kwalificatie 26e — 117,9 p. (128,0 m)                                                              |
| David Lazzaroni                                                                 | normale schans ind. (m) | 47e       | 101 p. (90,5 m en dnq) kwalificatie 25e — 117,5 p. (97,5 m)                                                                      |
| David Lazzaroni                                                                 | grote schans ind. (m)   | 34e       | 85,6 p. (112,0 m en dnq) kwalificatie 35e — 105 p. (122,5 m)                                                                     |
| Alexandre Mabboux                                                               | grote schans ind. (m)   | 58e       | kwalificatie: 48e — uitgeschakeld: 76,1 p. (107,0 m)                                                                             |
| Alexandre Mabboux                                                               | normale schans ind. (m) | 60e       | kwalificatie: 50e — uitgeschakeld: 97,5 p. (89,0 m)                                                                              |
| Team Vincent Descombes Sevoie David Lazzaroni Alexandre Mabboux Emmanuel Chedal | grote schans team (m)   | 9e        | 419,8 punten, niet geplaatst voor de tweede ronde 111,0 p. (125,0 m.) 112,0 p. (125,0 m.) 78,8 p. (108,5 m.) 118,0 p. (127,5 m.) |

dnq: niet geplaatst voor de tweede ronde

### Shorttrack
| Olympiër                                                                            | Discipline           | Resultaat | Prestatie                                        |
| ----------------------------------------------------------------------------------- | -------------------- | --------- | ------------------------------------------------ |
| Maxime Chataignier                                                                  | 1000 m (m)           | 32e       | vr3: gediskwalificeerd                           |
| Maxime Chataignier                                                                  | 1500 m (m)           | 34e       | vr6: gediskwalificeerd                           |
| Thibaut Fauconnet                                                                   | 500 m (m)            | 13e       | vr5: 41,730 (1e), kf2: 51,339 (4e)               |
| Thibaut Fauconnet                                                                   | 1000 m (m)           | 15e       | vr5: 1.27,080 (2e), kf2: 1.26,213 (4e)           |
| Benjamin Mace                                                                       | 1500 m (m)           | 22e       | vr3: 2.12,875 (4e)                               |
| Jean Charles Matei                                                                  | 1500 m (m)           | 21e       | vr5: 2.33,989 (5e, adv), hf2: 2.36,291 (7e)      |
| Maxime Chataignier Thibaut Fauconnet Benjamin Mace Jeremy Masson Jean Charles Matei | 5000 m aflossing (m) | 5e        | hf1: 6.51,071 (3e, adv), A-finale: 6.51,566 (5e) |
|                                                                                     |                      |           |                                                  |
| Stéphanie Bouvier                                                                   | 500 m (v)            | 18e       | vr1: 44,376 (3e)                                 |
| Stéphanie Bouvier                                                                   | 1000 m (v)           | 13e       | vr6: 1.36,199 (2e), hf2: 1.30,420 (4e)           |
| Stéphanie Bouvier                                                                   | 1500 m (v)           | 22e       | vr2: 2.24,966 (4e)                               |
| Veronique Pierron                                                                   | 500 m (v)            | 14e       | vr8: 45,218 (2e), kf4: 1.10,899 (4e)             |

### Skeleton
| Olympiër             | Discipline | Resultaat | Prestatie                               |
| -------------------- | ---------- | --------- | --------------------------------------- |
| Gregory Saint-Genies | mannen     | 15e       | 3.33,31 (53,40 / 53,16 / 53,32 / 53,43) |

### Snowboarden
| Olympiër              | Discipline               | Resultaat | Prestatie |
| --------------------- | ------------------------ | --------- | --- |
| Tony Ramoin           | cross (m)                | Brons     | kwalificatie: 14e (1.22,34) achtste finale: 2e kwartfinale: 2e halve finale: 2e finale: 3e |
| Paul-Henri de Le Rue  | cross (m)                | 25e       | kwalificatie: 23e (1.23,57) achtste finale: 3e - uitgeschakeld |
| Xavier de Le Rue      | cross (m)                | 19e       | kwalificatie: 4e (1.21,33) achtste finale: 4e - uitgeschakeld |
| Pierre Vaultier       | cross (m)                | 9e        | kwalificatie: 6e (1.21,63) achtste finale: 1e kwartfinale: 3e - uitgeschakeld |
| Mathieu Crépel        | halfpipe (m)             | 10e       | kwalificatie: 6e; 32,6 ptn (32,6 en 2,5) halve finale: 37,2 ptn (37,2 en 22,6) finale: 25,9 ptn (25,9 en 8,7) |
| Arthur Longo          | halfpipe (m)             | 19e       | kwalificatie: 10e; 34,5 ptn (34,5 en 32,4) - uitgeschakeld |
| Aluan Ricciardi       | halfpipe (m)             | 15e       | kwalificatie: 4e; 37,9 ptn (25,4 en 37,9) halve finale: 33,2 ptn (33,2 en 12,8) - uitgeschakeld |
| Gary Zebrowski        | halfpipe (m)             | 13e       | kwalificatie: 8e; 31,6 ptn (31,6 en 18,7) halve finale: 36,1 ptn (20,1 en 36,1) - uitgeschakeld |
| Mathieu Bozzetto      | parallelreuzenslalom (m) | Brons     | kwalificatie: 9e (1.17,95) achtste finale: gewonnen van Daniel Biveson ( SWE) kwartfinale: gewonnen van Chris Klug ( USA) halve finale: verloren van Benjamin Karl ( AUT) plaats 3-4: gewonnen van Stanislav Detkov ( RUS) |
| Sylvain Dufour        | parallelreuzenslalom (m) | 10e       | kwalificatie: 2e (1.16,79) achtste finale: verloren van Rok Flander ( SLO) - uitgeschakeld |
|                       |                          |           | |
| Déborah Anthonioz     | cross (v)                | Zilver    | kwalificatie: 7e (1.27,49) kwartfinale: 2e halve finale: 2e finale: 2e |
| Claire Chapotot       | cross (v)                | 13e       | kwalificatie: 13e (1.30,89) kwartfinale: 4e - uitgeschakeld |
| Nelly Moenne Loccoz   | cross (v)                | 6e        | kwalificatie: 6e (1.27,31) kwartfinale: 2e halve finale: 3e kleine finale: 2e |
|                       |                          |           | |
| Sophie Rodriguez      | halfpipe (v)             | 5e        | kwalificatie: 11e; 34,5 ptn (30,1 en 34,5) halve finale: 36,9 ptn (36,9 en 9,5) finale: 34,4 ptn (34,4 en 8,3) |
| Mirabelle Thovex      | halfpipe (v)             | 20e       | kwalificatie: 20e; 24,0 ptn (14,6 en 24,0) - uitgeschakeld |
| Camille De Faucompret | parallelreuzenslalom (v) | 11e       | kwalificatie: 6e (1.23,73) achtste finale: verloren van Ina Meschik ( AUT) - uitgeschakeld |
| Nathalie Desmares     | parallelreuzenslalom (v) | 18e       | kwalificatie: 18e (1.25,71) - uitgeschakeld |

Albanië · Algerije · Andorra · Argentinië · Armenië · Australië · Azerbeidzjan · België · Bermuda · Bosnië en Herzegovina · Brazilië · Bulgarije · Canada · Chili · China · Chinees Taipei · Colombia · Cyprus · Denemarken · Duitsland · Estland · Ethiopië · Finland · Frankrijk · Georgië · Ghana · Griekenland · Groot-Brittannië · Hongarije · Hongkong · Ierland · IJsland · India · Iran · Israël · Italië · Jamaica · Japan · Kaaimaneilanden · Kazachstan · Kirgizië · Kroatië · Letland · Libanon · Liechtenstein · Litouwen · Macedonië · Marokko · Mexico · Moldavië · Monaco · Mongolië · Montenegro · Nederland · Nepal · Nieuw-Zeeland · Noord-Korea · Noorwegen · Oekraïne · Oezbekistan · Oostenrijk · Pakistan · Peru · Polen · Portugal · Roemenië · Rusland · San Marino · Senegal · Servië · Slovenië · Slowakije · Spanje · Tadzjikistan · Tsjechië · Turkije · Verenigde Staten · Wit-Rusland · Zuid-Afrika · Zuid-Korea · Zweden · Zwitserland